# Jefferson (New Jersey)
Pour les articles homonymes, voir Jefferson.
Jefferson est un township du comté de Morris, dans l’État du New Jersey. Lors du recensement de 2010, sa population s’élevait à 21 314 habitants. Sa superficie totale est de 110,78 km2.